# James Mansergh
James Marsergh FRS (Lancaster, Lancashire, 29 de abril de 1834 — Hampstead, Londres, 15 de junho de 1905) foi um engenheiro civil inglês.
Foi eleito membro da Royal Society em 1901.